# Krinau
Krinau ist eine ehemalige politische Gemeinde und eine Ortschaft in der Gemeinde Wattwil im Toggenburg in der Ostschweiz.

## Geographie
Das Dorf liegt auf 800 m Höhe und befindet sich rund vier Kilometer Luftlinie nordwestlich von Wattwil
in einem westlichen Quertal der Thur und von den Ausläufern des Chrüzeggkamms begrenzt.

## Geschichte
Der Ort wurde 1357 als Krinnow erstmals urkundlich erwähnt. Hof und Vogtei waren im Besitz der Grafen von Toggenburg und wurden 1468 von der Fürstabtei St. Gallen erworben. 1510 kaufte sich Krinau von allen Feudallasten frei. Das Dorf übte fortan als freie Gemeinde die niedere Gerichtsbarkeit selbst aus und fällte seine Entscheide in einer eigenen Landsgemeinde. In hochgerichtlicher Beziehung unterstand es weiterhin der Fürstabtei St. Gallen. Während der Helvetik wurde Krinau zunächst der Gemeinde Lichtensteig, dann Oberhelfenschwil zugeteilt. Bei der Gründung des Kantons St. Gallen 1803 wurde es im Rahmen der neuen Gemeindegesetzgebung wieder selbstständig.

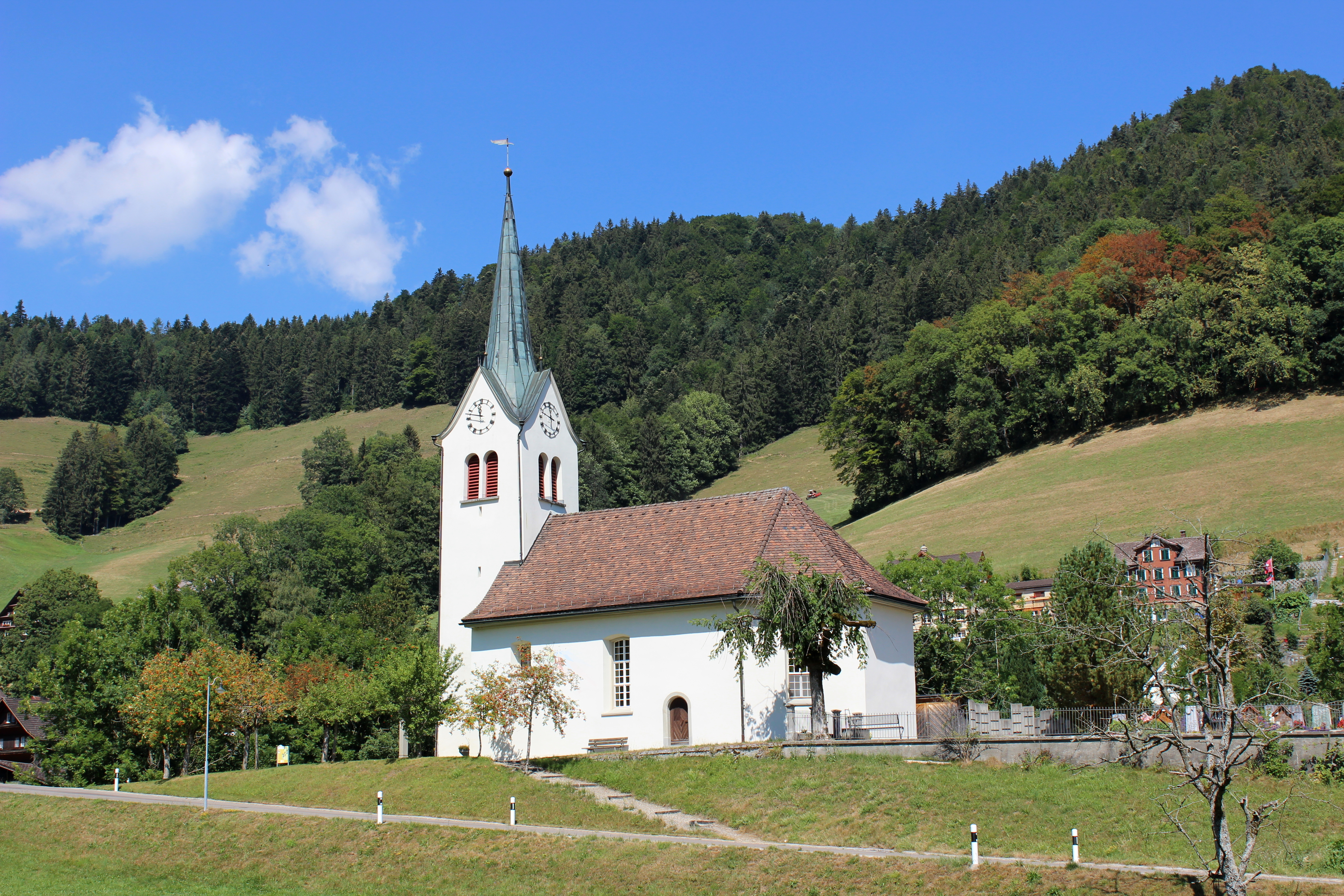
Reformierte Kirche

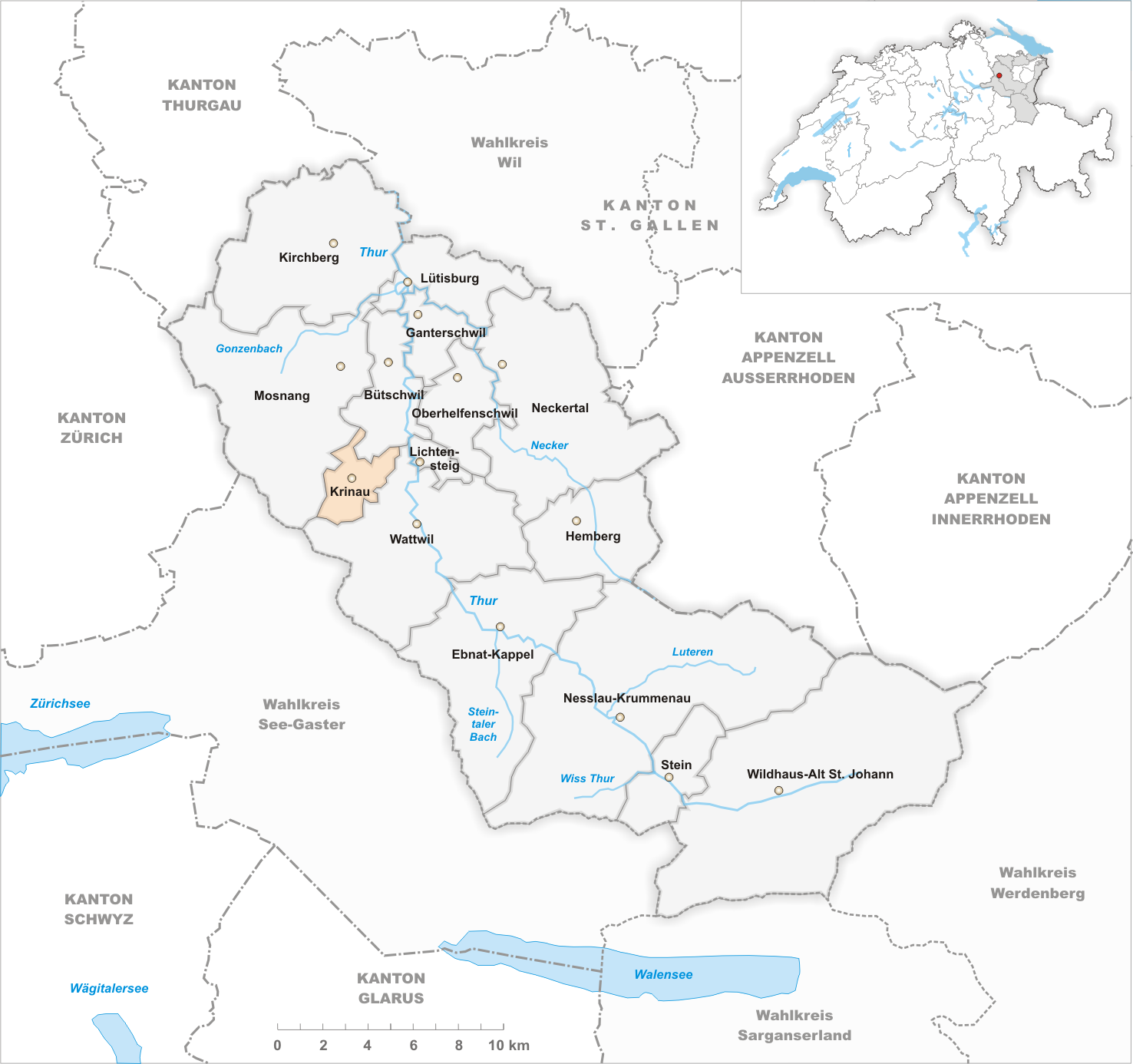
Gemeindestand vor der Fusion im Jahr 2013

Nach der Reformation 1524 bis 1531 lebte in Krinau nur noch eine geringe Anzahl katholischer Familien. Die Katholiken wie die Reformierten waren nach Bütschwil kirchgenössig, wo der Pfarrer von Mogelsberg die Reformierten betreute. 1724 wurde in Krinau die reformierte Kirche gebaut; die Abkurung der Reformierten von der Mutterkirche geschah aber erst 1775. Seit 1992 gehören die Katholiken zur Pfarrei in Lichtensteig. 1736 wurde eine unentgeltliche Freischule eröffnet und 1828 das Primarschulhaus erbaut.
Im 18. und 19. Jahrhundert standen Hand- und Buntweberei in Blüte. Anfang des 21. Jahrhunderts lebte die Bevölkerung Krinaus von Milchwirtschaft, Viehzucht, Forstwirtschaft, wenig Gewerbe und Tourismus. Der Ort leidet unter Abwanderung und teilweise unter Wohnungsnot, da die alte Bausubstanz an Feriengäste vermietet wird. Krinau war die zahlenmässig kleinste Gemeinde des Kantons. Das Dorfbild ist von nationaler Bedeutung. In der Streusiedlung befinden sich vereinzelt herrschaftliche Bauernhäuser. 2005 schloss sich die Schulgemeinde Krinau mit jener von Wattwil zusammen.
Krinau war bis zum 31. Dezember 2012 eine eigenständige politische Gemeinde des Bezirks Neutoggenburg beziehungsweise des Wahlkreises Toggenburg. Diese Gemeinde bestand aus dem gleichnamigen Dorf und den Weilern Altschwil, Au, Dreischlatt, Gurtberg, Schuflenberg, Krinäuli, Niederberg, Kapf und Gruben. Die Nachbargemeinden waren Wattwil, Bütschwil und Mosnang. In einer Volksabstimmung haben sich die Bürger von Krinau entschieden, mit der Nachbargemeinde Wattwil auf den 1. Januar 2013 zu fusionieren. Krinau war zum Zeitpunkt der Integration in die Gemeinde Wattwil mit 254 Einwohnern die kleinste Gemeinde des Kantons St. Gallen.

## Bevölkerung
| Die zur Anzeige dieser Grafik verwendete Erweiterung wurde dauerhaft deaktiviert. Wir arbeiten aktuell daran, diese und weitere betroffene Grafiken auf ein neues Format umzustellen. (Mehr dazu) |

## Windpark Älpli

Der geplante Windpark Älpli ist unmittelbar neben der BLN-geschützten Landschaft (gelb) geplant.

Oberhalb von Krinau und Libingen ist ein Windpark mit drei Grossanlagen mit 120 bis 160 Meter hohen Masten und Rotoren mit 110 bis 140 Metern  Durchmesser geplant. Der Bau der Windenergieanlagen würde auch den Bau einer Zufahrtsstrasse erfordern. Anfangs rechneten die Initianten im günstigsten Fall mit einem Baubeginn im Jahr 2022. Die drei Anlagen würden unmittelbar neben der im Bundesinventar der Landschaften und Naturdenkmäler von nationaler Bedeutung (BLN) aufgeführten geschützten Landschaft Hörnli-Bergland erstellt.
Die Gegner befürchten Eingriffe in die Landschaft, schädliche Auswirkungen durch Infraschall und die mangelnde Distanz zum Horst eines Adlerpaars auf der Kreuzegg.
Das Bundesamt für Zivilluftfahrt stellte eine schwerwiegende Störung des Radars Zürich-Holberg durch die Anlagen in Krinau fest.
Ein Gutachten der Gegner erwartet übermässigen Lärm und stellt die Wirtschaftlichkeit der Anlage in Frage. Am 4. Februar 2024 lehnte das Stimmvolk eine Initiative zur Aufnahme einer Abstandsregelung für Windkraftanlagen von 700 Metern im Baureglement ab. Gemäss dem Gemeinderat wäre diese wirkungslos geblieben, da die Anlagen durch einen Sondernutzungsplan geregelt werden würden.

## Sehenswürdigkeiten und Tourismus

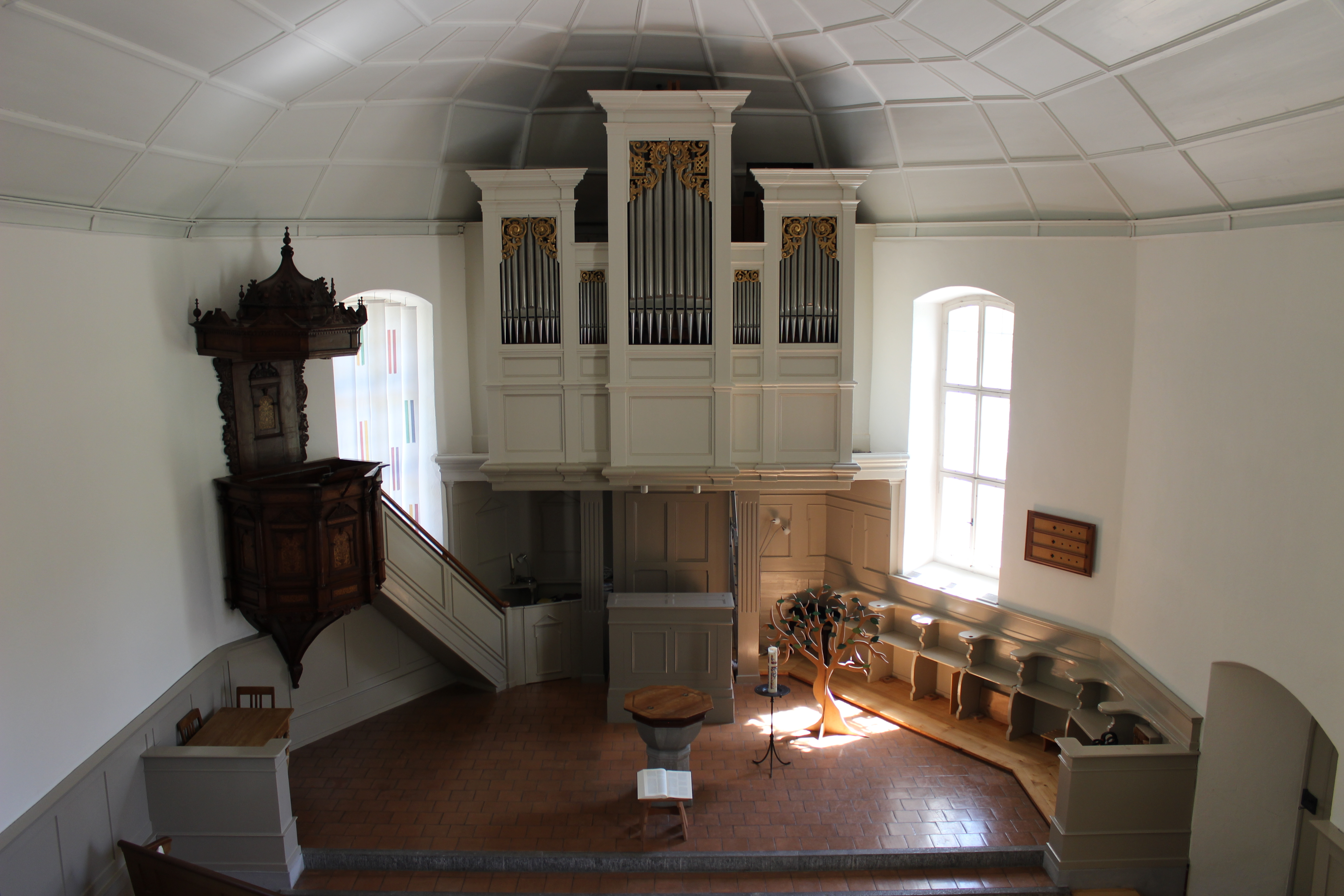
Innenansicht der reformierten Kirche
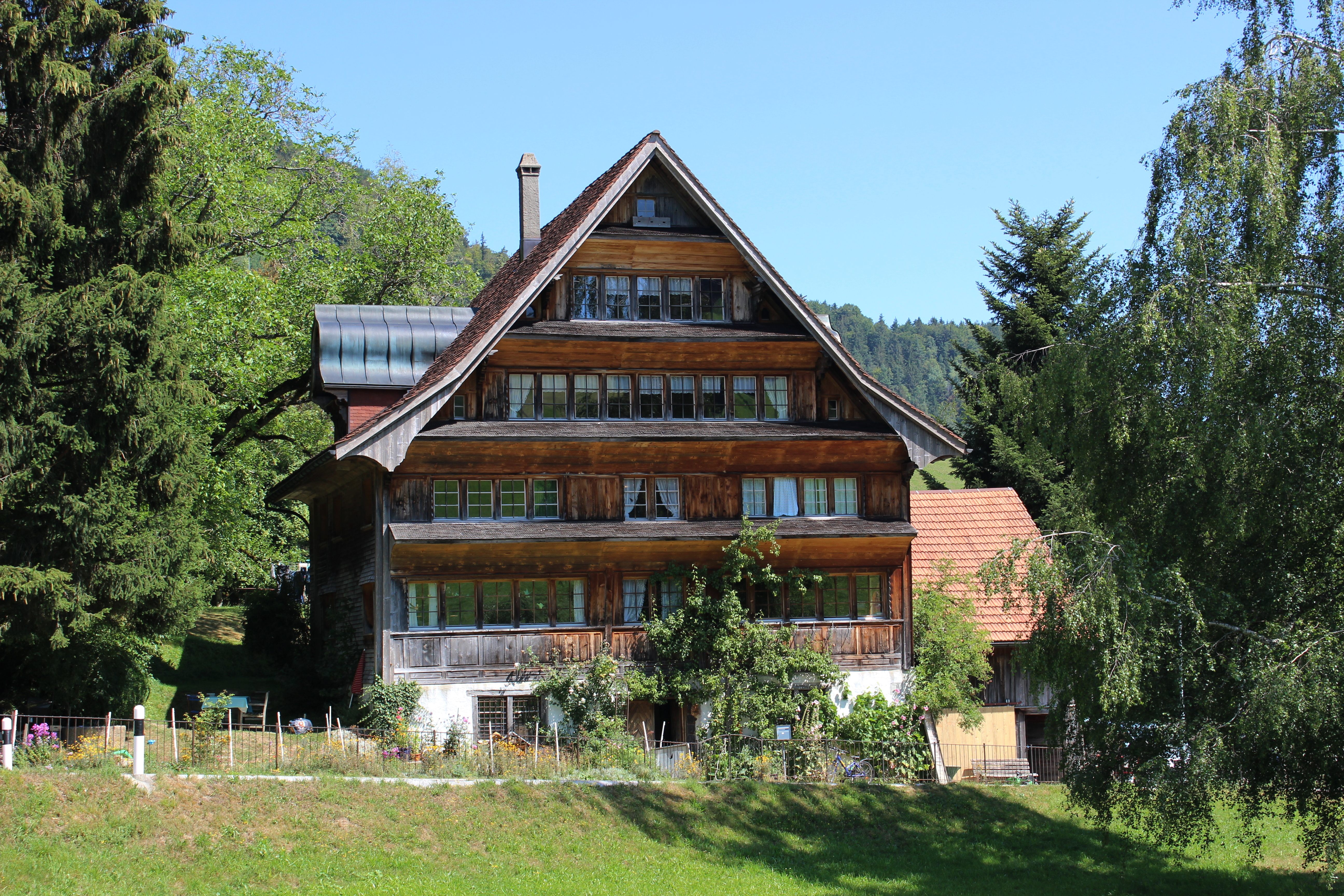
Toggenburger Haus «Quelle»
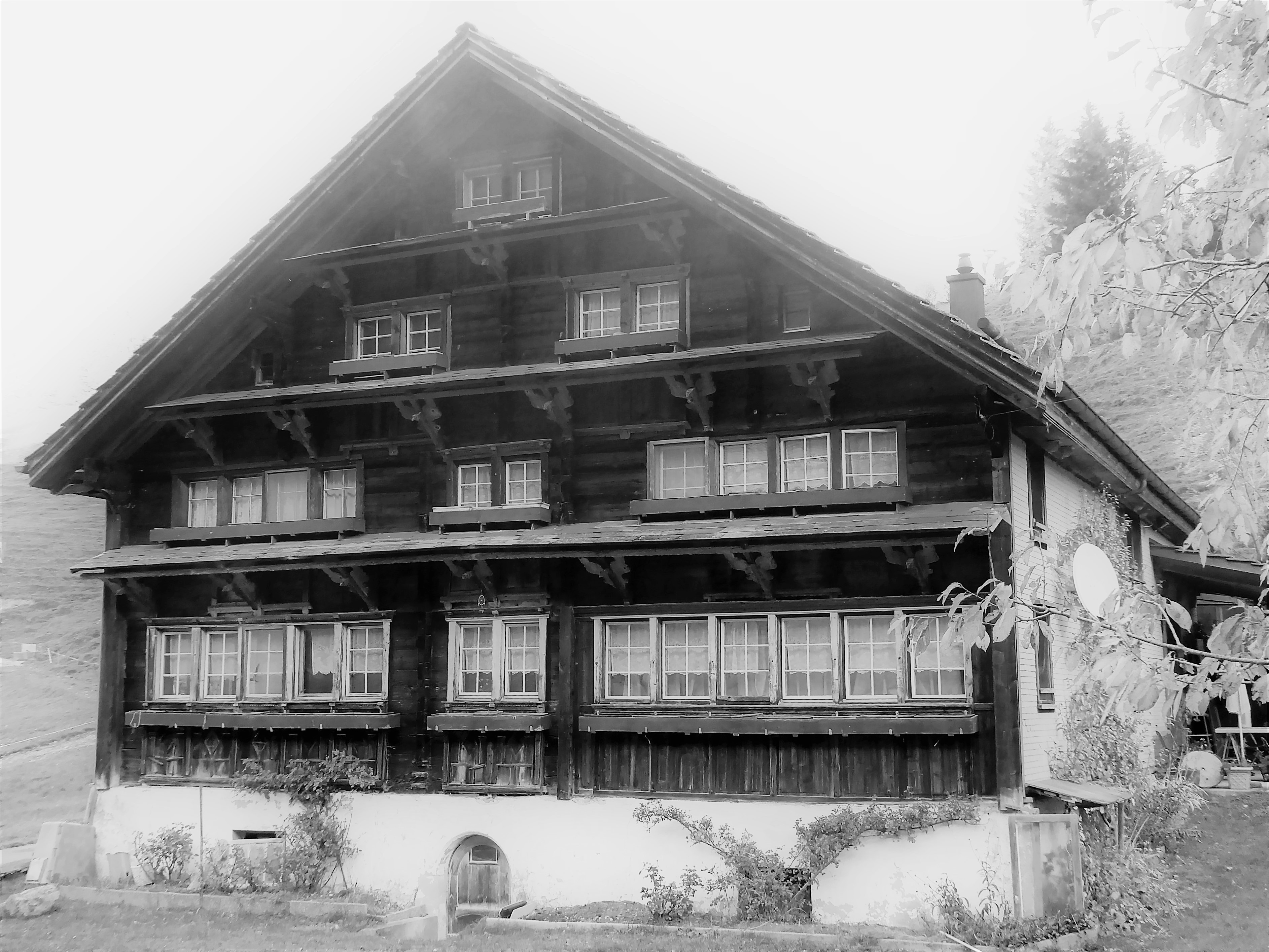
Haus «Chrinäuli» mit unvergleichlichen Klebdachauflagern

## Persönlichkeiten
- Giovanni Müller (1890–1970), Maler und Holzschneider, in Krinau geboren